# Euphémos fils de Poséidon
Pour les articles homonymes, voir Euphémos.
Dans la mythologie grecque, Euphémos (en grec ancien Εὔφημος) est le fils de Poséidon et d'Europe (ou Céléno ou Mecionice).
Il est l'un des chasseurs du sanglier de Calydon,, et le second pilote de l'expédition des Argonautes.

## Mythe
Natif de Panopée sur le Céphise, en Phocide, ou d'Hyrie en Béotie, Euphémos s'établit à Ténare et épouse Laonomé, sœur d'Héraclès.
Il hérite de son père Poséidon la faculté de marcher sur les flots,.
Lors de l'expédition des Argonautes, au passage des Symplégades, c'est lui qui lance la colombe qui permet aux navigateurs de s'engouffrer à la suite de l'oiseau en étant saufs. Pendant l'épisode du lac Tritonis, c'est Euphémos qui reçoit du dieu Triton une motte de terre magique, présage de la venue de ses descendants en Cyrénaïque. De fait, Battos, le fondateur de Cyrène, est considéré comme un descendant d'Euphémos, qui, en jetant dans la mer la motte sacrée, en fait jaillir l'île de Théra.
Avec la Lemnienne Malaché, il engendre Leucophanès, aïeul de Battos.
Euphémos est représenté sur le coffre de Cypsélos.